# Бернс, Томми
То́мас Бе́рнс (англ. Thomas Burns; 16 декабря 1956, Глазго, Шотландия — 15 мая 2008, Глазго, Шотландия), более известный как То́мми Бе́рнс (англ. Tommy Burns) — шотландский футболист, тренер. Выступал на позиции полузащитника. За свою карьеру футболиста играл за такие клубы, как «Селтик» и «Килмарнок». В составе национальной сборной Шотландии провёл восемь матчей.
Тренерскую карьеру Томми начал в «Килмарноке», став в 1992 году играющим тренером. Впоследствии был наставником шотландского «Селтика» и английского «Рединга», также ассистировал Берти Фогтсу и Уолтеру Смиту в национальной сборной Шотландии, Кенни Далглишу в «Ньюкасл Юнайтед», Мартину О’Нилу и Гордону Стракану в «Селтике».
В 2006 году Бернсу был поставлен страшный диагноз — рак кожи. Несмотря на сообщения об успешном лечении болезни, Томми скончался в Глазго 15 мая 2008 года.

## Карьера

### Клубная карьера
Томми Бернс родился 16 декабря 1956 года в шотландском городе Глазго.
Свой путь футболиста начал на позиции вратаря в любительском клубе «Бенбёрб». В своей следующей команде, глазговском «Мэрихилле» тренер перевёл Томми в полузащиту, где он и обосновался.
В 1973 году Бернс перебрался в «Селтик», два года выступал за вторую команду «бело-зелёных». Дебют Томми в первом составе «кельтов» состоялся 19 апреля 1975 года, когда глазговцы встречались с «Данди Юнайтед». В 1988 году Бернс стал одним из творцов триумфа «Селтика» — команда добилась «золотого дубля», победив во внутреннем первенстве и став обладателем национального Кубка.
За 14 лет, проведённых в составе «кельтов», Бернс сыграл 357 матчей в чемпионатах Шотландии, в которых 52 раза поражал ворота соперников.

### Тренерская карьера
Следующим клубом Томми стал «Килмарнок», в который он перешёл в 1989 году. Через три года руководство «Килли» предложило Бернсу контракт играющего тренера, на который он согласился. В первом же сезоне под руководством Томми «Килмарнок» добился повышения в классе, завоевав место в Премьер-лиге сезона 1992/93.
Перед стартом футбольного года 1994/95 на Бернса вышел «Селтик» с предложением ему стать наставником первой команды «кельтов». Томми не смог отказать родному клубу и дал предварительное согласие. Это решение породило недовольство среди людей причастных к «Килмарноку». Руководство «Килли» отказалось отпускать тренера без компенсации, потребовав от «кельтов» сто тысяч фунтов стерлингов. После выплаты «бело-зелёными» денег «Килмарнок» разрешил Бернсу возглавить «Селтик», однако заставил включить в контракт Томми с «кельтами» пункт, по которому он завершает карьеру футболиста и больше не имеет права выходить на поле.
Работа шотландского специалиста с «Селтиком» практически сразу начала приносить свои плоды — команда начала показывать острую, привлекательную игру. В сезоне 1994/95 «кельты» с Томми выиграли Кубок Шотландии. Тем не менее прервать гегемонию злейших врагов «бело-зелёных» из «Рейнджерс» в национальном первенстве и дерби «Old Firm» Бернс не смог. В 1997 году Томми был уволен с поста главного тренера глазговцев. Практически сразу после отставки стал ассистентом Кенни Далглиша, возглавлявшего «Ньюкасл Юнайтед».
25 марта 1998 года Бернс был назначен на пост главного тренера английского «Рединга», на тот момент борющегося за выживание в Первой английской лиге. За два месяца работы в сезоне 1997/98 шотландский специалист не смог наладить игру команды, и «ройалс», заняв последнее место в турнирной таблице, вылетел во Второй дивизион Футбольной лиги. Перед новым футбольным годом 1998/99 перед Бернсом руководство поставило задачу вернуть «Рединг» в Первый дивизион Англии. Эту цель Томми выполнить не смог — по итогам сезона его команда расположилась лишь на 11-м месте в турнире. 16 сентября 1999 года Бернс был уволен с поста наставника «Рединга».
В 2002 году Томми принял предложение стать ассистентом главного тренера национальной сборной Шотландии, Берти Фогтса. Сохранил эту должность и при руководстве «тартановой армии» Уолтером Смитом. Был исполняющим обязанности наставника команды в товарищеской игре против Швеции, состоявшейся 17 ноября 2004 года.
В 2000 году Бернс вернулся в «Селтик» в качестве тренера молодёжной команды клуба. С приходом на должность главного тренера «кельтов» Мартина О’Нила Томми возглавил молодёжную академию «бело-зелёных». Новый главный тренер «Селтика» Гордон Стракан, пришедший в клуб в 2005 году, сделал Бернса своим ассистентом с сохранением его поста в академии глазговцев.
18 января 2007 года Томми заявил через официальный сайт «бело-зелёных», что он оставляет пост ассистента главного тренера в сборной Шотландии, чтобы сконцентрироваться на работе в клубе. Эта новость разрушила слухи о скором назначении Бернса наставником «тартановой армии», которые ходили после увольнения с этой должности Уолтера Смита.

#### Тренерская статистика
| Килмарнок | Шотландия | 1 августа 1992 | 12 июля 1994     | 42  | 14  | 18 | 10 | 33,33 |
| Селтик    | Шотландия | 12 июля 1994   | 31 мая 1997      | 146 | 80  | 23 | 43 | 54,79 |
| Рединг    | Англия    | 25 марта 1998  | 16 сентября 1999 | 68  | 20  | 30 | 18 | 29,41 |
| Итого     | Итого     | Итого          | Итого            | 256 | 114 | 71 | 71 | 44,53 |

И — игры, В — выигрыши, Н — ничьи, П — поражения, % побед — процент побед 

### Сборная Шотландии
За свою карьеру футболиста Бернс сыграл восемь матчей за национальную сборную своей страны. Дебют Томми в составе «тартановой армии» состоялся 19 мая 1981 года, когда шотландцы встречались с североирландской командой.

#### Матчи и голы за сборную Шотландии
| № | Дата            | Место                              | Оппонент          | Счёт | Голы Бернса | Соревнование                                      |
| 1 | 19 мая 1981     | «Хэмпден Парк», Глазго, Шотландия  | Северная Ирландия | 2:0  | —           | Домашний чемпионат Великобритании                 |
| 2 | 23 марта 1982   | «Хэмпден Парк», Глазго, Шотландия  | Нидерланды        | 2:1  | —           | Товарищеский матч                                 |
| 3 | 24 мая 1982     | «Хэмпден Парк», Глазго, Шотландия  | Уэльс             | 1:0  | —           | Домашний чемпионат Великобритании                 |
| 4 | 15 декабря 1982 | «Эйзель», Брюссель, Бельгия        | Бельгия           | 2:3  | —           | Отборочный матч чемпионата Европы по футболу 1984 |
| 5 | 24 мая 1983     | «Хэмпден Парк», Глазго, Шотландия  | Северная Ирландия | 0:0  | —           | Домашний чемпионат Великобритании                 |
| 6 | 12 июня 1983    | «Empire Stadium», Ванкувер, Канада | Канада            | 2:0  | —           | Товарищеский матч                                 |
| 7 | 20 июня 1983    | «Варсити», Торонто, Канада         | Канада            | 2:0  | —           | Товарищеский матч                                 |
| 8 | 21 мая 1988     | «Уэмбли», Лондон, Англия           | Англия            | 0:1  | —           | Rous Cup                                          |

Итого: 8 матчей / 0 голов; 5 побед, 1 ничья, 2 поражения.

#### Сводная статистика игр/голов за сборную
| Сборная          | Год              | Отборочные матчи ЧМ | Отборочные матчи ЧМ | Финальные матчи ЧМ | Финальные матчи ЧМ | Отборочные матчи ЧЕ | Отборочные матчи ЧЕ | Финальные матчи ЧЕ | Финальные матчи ЧЕ | Товарищеские матчи | Товарищеские матчи | Домашний чемпионат Великобритании | Домашний чемпионат Великобритании | Rous Cup | Rous Cup | Итого | Итого |
| Сборная          | Год              | Игры                | Голы                | Игры               | Голы               | Игры                | Голы                | Игры               | Голы               | Игры               | Голы               | Игры                              | Голы                              | Игры     | Голы     | Игры  | Голы  |
| ---------------- | ---------------- | ------------------- | ------------------- | ------------------ | ------------------ | ------------------- | ------------------- | ------------------ | ------------------ | ------------------ | ------------------ | --------------------------------- | --------------------------------- | -------- | -------- | ----- | ----- |
| Шотландия        | 1981             | —                   | —                   | —                  | —                  | —                   | —                   | —                  | —                  | —                  | —                  | 1                                 | 0                                 | —        | —        | 1     | 0     |
| Шотландия        | 1982             | —                   | —                   | —                  | —                  | 1                   | 0                   | —                  | —                  | 1                  | 0                  | 1                                 | 0                                 | —        | —        | 3     | 0     |
| Шотландия        | 1983             | —                   | —                   | —                  | —                  | —                   | —                   | —                  | —                  | 2                  | 0                  | 1                                 | 0                                 | —        | —        | 3     | 0     |
| Шотландия        | 1988             | —                   | —                   | —                  | —                  | —                   | —                   | —                  | —                  | —                  | —                  | —                                 | —                                 | 1        | 0        | 1     | 0     |
| Всего за карьеру | Всего за карьеру | 0                   | 0                   | 0                  | 0                  | 1                   | 0                   | 0                  | 0                  | 3                  | 0                  | 3                                 | 0                                 | 1        | 0        | 8     | 0     |

## Болезнь и смерть
29 марта 2006 года пресс-служба «Селтика» подтвердила информацию, появившуюся в прессе о том, что Томми начал лечение после поставленного ему диагноза — рака кожи. 10 марта 2008 года представители «кельтов» рассказали, что несмотря на хорошее лечение, болезнь продолжает прогрессировать.
Спустя два месяца, 15 мая, Бернс скончался от рака в своём доме.
Прощание с Томми состоялось 20 мая в глазговском Соборе Святой Марии — месте основания клуба «Селтик». В этот же день легенду «кельтов» похоронили на кладбище «Линн» (англ. Linn Cemetery).

### Память
Гордон Стракан, бывший главный тренер «Селтика»:
Томми был лучшим моим помощником в руководстве командой за всю мою тренерскую карьеру. На футбольном поле было не так много футболистов, которые по своим игровым качествам его превосходили. Однако, если говорить о том, какой он был человек в повседневной жизни, то я с уверенностью могу сказать — он был самым лучшим.
Питер Лоуэлл, исполнительный директор «Селтика»:
Если бы определяли человека, который олицетворяет собой «Селтик», то им бы, несомненно, стал Томми Бернс. Он был прекрасным человеком.
Стивен Макманус, капитан «Селтика» 2007—2010:
Он был необычайно смелой личностью. Наверное, Томми — самый храбрый человек, которого я когда-либо встречал.
Алли Маккойст, главный тренер «Рейнджерс», работавший с Бернсом в сборной Шотландии:
В футбольном мире я повстречал много хороших людей, но Томми был лучшим из них.
16 мая главный тренер «Рейнджерс» Уолтер Смит и его помощник Алли Маккойст, несмотря на сложные отношения между клубами, возложили венок перед стадионом «Селтик Парк» в память о Бернсе. После этого они полтора часа имели разговор с официальными лицами «кельтов», касаемый прощания с Томми, затем полчаса общались с фанатами «бело-зелёных». На похоронах Бернса Смит и Маккойст несли гроб легенды «Селтика».
15 мая по улицам Глазго должен был пройти парад, посвящённый участию «Рейнджерс» в финале Кубка УЕФА, состоявшемся накануне. В знак уважения к памяти бывшего игрока сборной Шотландии шествие было отменено руководством «джерс».

### Мемориальные мероприятия
Музыкальная группа «Charlie and the Bhoys», исполняющая перед каждым домашним матчем «кельтов» знаменитую песню «You’ll Never Walk Alone», на своём концерте в Глазго в сентябре 2008 года собрала 10 тысяч фунтов стерлингов. Эту сумма стала первым взносом в «Фонд по борьбе с раком кожи имени Томми Бернса», который музыканты сами же и основали несколькими днями ранее.
Матч, посвящённый памяти Томми, состоялся 31 мая 2009 года. В нём встретились «Селтик» и команда «Old Bhoys XI», капитаном которой был сын Бернса, Джонатан. Поединок закончился со счётом 11:4 в пользу первых.

## Достижения

### Достижения в качестве игрока
«Селтик»
- Чемпион Шотландии (6): 1976/77, 1978/79, 1980/81, 1981/82, 1985/86, 1987/88
- Обладатель Кубка Шотландии (4): 1979/80, 1984/85, 1987/88, 1988/89
- Обладатель Кубка Лиги (1): 1982/83

### Достижения в качестве тренера
«Селтик»
- Обладатель Кубка Шотландии (1): 1994/95
- Финалист Кубка Лиги (1): 1994/95